# Jordskorpan

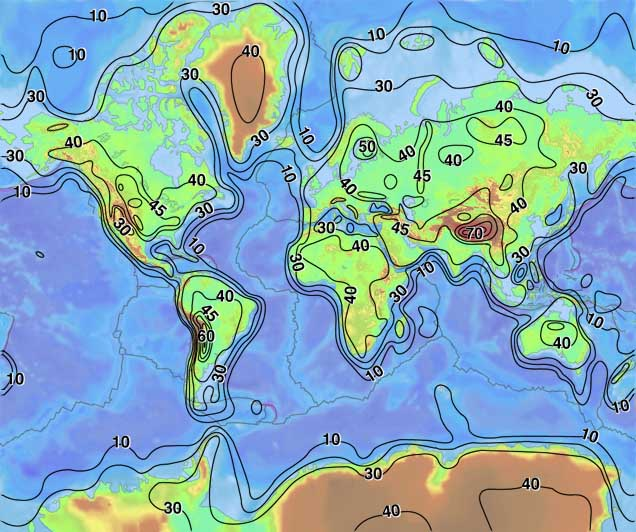
Jordskorpans tjocklek (i km) på olika platser

Jordskorpan kallas också för jordens skal. Den täcker hela jorden, och tjockleken varierar från land till hav. Under oceanerna är den cirka 5–15 km tjock, under kontinenterna 35–50 km.

## Sammansättning
Jordskorpan under kontinenterna är cirka 35–50 km tjock och består av magmatiska, sedimentära och metamorfa bergarter som utgör kontinenterna och områdena på grunt vatten. En konsekvens av densitetsskillnaden är att när kontinentalskorpan och oceanbottenskorpan möts i subduktionszoner blir oceanbottenskorpan nedtryckt i manteln. Kontinentalskorpan trycks mycket sällan ner i manteln och på grund av detta kan de äldsta bergarterna på jorden hittas i så kallade kratoner. Om kontinentalskorpan och oceanbottenskorpan kolliderar uppstår en jordbävning.

### Övergång nedåt
Jordskorpan övergår i jordens mantel via Mohorovičićdiskontinuiteten (Moho).